# Métro de Zhongshan
Le métro de Zhongshan (中山轨道交通 ou 中山地铁), est un réseau de métro planifié pour la ville de Zhongshan, dans la province du Guangdong, en Chine. Il est prévu que ce réseau de métro soit connecté avec la ligne 33 du métro de Shenzhen, la ligne 11 du métro de Foshan et la ligne 18 du métro de Guangzhou. Le projet actuel prévoit de construire 8 lignes d'une longueur totale de 300 kilomètres,.

## Historique
Le 3 janvier 2020, Wang Qiang, directeur général de Zhongshan Transport Group (中山公交集團), a annoncé que le métro Zhongshan sera connecté à la ligne 18 du métro de Guangzhou, à la ligne 11 du métro de Foshan et à la ligne 33 du métro de Shenzhen (Cette ligne 33 devrait faire 200 kilomètres de long). L'information a ensuite été diffusée par la radio et la télévision de Zhongshan,.

## Présentation du projet
Le métro Zhongshan comportera de 8 lignes, d'une longueur totale de 300 kilomètres,.

## lien externe
- Lien vers la carte du métro (en chinois):

1. 1 2 3  « 地铁真的要来了，8条线，长度300公里 », 中山广播电视台公共频道
2. 1 2 3  « 重振虎威，开年要务，打通瓶颈路 », 周五民声直播室